# Teorie diskrepance
Teorie diskrepance v matematice popisuje odchylku situace od stavu, ve kterém bychom ji chtěli mít. Říká se jí také teorie nepravidelností distribuce. To se odkazuje na téma klasické teorie diskrepance, totiž rozmístění bodů v nějakém prostoru tak, aby byly rovnoměrně rozmístěny s ohledem na některé (většinou geometricky definované) podmnožiny. Nesoulad (nesrovnalost) měří, jak daleko se dané rozdělení odchyluje od ideálního.
Teorii diskrepance lze popsat jako studium nevyhnutelných nepravidelností distribucí v měrných teoretických a kombinatorických nastaveních. Stejně jako Ramseyho teorie objasňuje nemožnost totálního nepořádku, teorie diskrepance studuje odchylky od totální uniformity.
Významnou událostí v historii teorie diskrepance byl Weylův článek z roku 1916 o rovnoměrném rozdělení sekvencí v jednotkovém intervalu.
Za zakladatele se pokládají Hermann Weyl a Paul Erdös, významně k ní přispěl i český matematik Jiří Matoušek.